# Ronde van Frankrijk 2009/Achtste etappe
De achtste etappe van de Ronde van Frankrijk 2009 werd verreden op zaterdag 11 juli 2009 over een afstand van 176,5 kilometer. Tijdens de rit reden de renners van Andorra la Vella in Andorra naar Saint-Girons, onderweg werden er drie bergen beklommen, waarvan twee van de eerste categorie en een van de tweede categorie.

## Verloop
Meteen na de start van de etappe moesten de renners klimmen naar de top van de Port d'Envalira. Op de 23 kilometer lange klim gingen Andreas Klöden, Cadel Evans en Andy Schleck kort in de aanval met een dertigtal andere renners. De Fransman Sandy Casar kwam als eerste boven. In de afdaling ontstond een kopgroep van tien man met wederom Cadel Evans, Thor Hushovd, Fabian Cancellara, George Hincapie, Juan Antonio Flecha, Egoi Martínez, Vladimir Jefimkin, Christophe Kern, David Zabriskie en Sandy Casar. De kopgroep wist dat ze met de aanwezigheid van Evans geen ruimte zouden krijgen van het peloton, wat funest was voor de samenwerking. Ook Evans wist dit en liet zich langzaam terugzakken achter in het peloton.
Thor Hushovd deed nog wel even goede zaken, want bij de tussensprints kwam hij als eerste over de streep waardoor hij de groene trui van Mark Cavendish veroverde. Vervolgens ging een klein gezelschap op zoek naar de ritzege, een vijftal dat bestond uit Mikel Astarloza, Luis León Sánchez, Vladimir Jefimkin en de onvermoeibare Sandy Casar. Drie kilometer voor de meet leek Jefimkin de beslissende jump te hebben, maar door een nog betere demarrage van Sánchez werd hij de winnaar van de achtste etappe. Rinaldo Nocentini behield zijn gele leiderstrui.

### Bergsprint
| Beklimming Port d'Envalira na 23,5 km | Beklimming Port d'Envalira na 23,5 km | Beklimming Port d'Envalira na 23,5 km | 1e cat. 23,2 km à 5,1 % | 1e cat. 23,2 km à 5,1 % |
| Plaats                                | Naam                                  | Naam                                  | Punten                  |                         |
| Winnaar                               | Sandy Casar                           | Sandy Casar                           | 15                      |                         |
| 2                                     | Christophe Kern                       | Christophe Kern                       | 13                      |                         |
| 3                                     | Egoi Martínez                         | Egoi Martínez                         | 11                      |                         |
| 4                                     | Cadel Evans                           | Cadel Evans                           | 9                       |                         |
| 5                                     | Vladimir Jefimkin                     | Vladimir Jefimkin                     | 8                       |                         |
| 6                                     | David Zabriskie                       | David Zabriskie                       | 7                       |                         |
| 7                                     | Juan Antonio Flecha                   | Juan Antonio Flecha                   | 6                       |                         |
| 8                                     | George Hincapie                       | George Hincapie                       | 5                       |                         |

| Beklimming Col de Port na 102 km | Beklimming Col de Port na 102 km | Beklimming Col de Port na 102 km | 2e cat. 11,4 km à 5,5 % | 2e cat. 11,4 km à 5,5 % |
| Plaats                           | Naam                             | Naam                             | Punten                  |                         |
| Winnaar                          | Sandy Casar                      | Sandy Casar                      | 10                      |                         |
| 2                                | Michail Ignatiev                 | Michail Ignatiev                 | 9                       |                         |
| 3                                | Mikel Astarloza                  | Mikel Astarloza                  | 8                       |                         |
| 4                                | Juan Antonio Flecha              | Juan Antonio Flecha              | 7                       |                         |
| 5                                | Fabian Cancellara                | Fabian Cancellara                | 6                       |                         |
| 6                                | Vladimir Jefimkin                | Vladimir Jefimkin                | 5                       |                         |

| Beklimming Col d'Agnes na 132,5 km | Beklimming Col d'Agnes na 132,5 km | Beklimming Col d'Agnes na 132,5 km | 1e cat. 12,4 km à 6,0 % | 1e cat. 12,4 km à 6,0 % |
| Plaats                             | Naam                               | Naam                               | Punten                  |                         |
| Winnaar                            | Mikel Astarloza                    | Mikel Astarloza                    | 30                      |                         |
| 2                                  | Luis León Sánchez                  | Luis León Sánchez                  | 26                      |                         |
| 3                                  | Vladimir Jefimkin                  | Vladimir Jefimkin                  | 22                      |                         |
| 4                                  | Sandy Casar                        | Sandy Casar                        | 18                      |                         |
| 5                                  | George Hincapie                    | George Hincapie                    | 16                      |                         |
| 6                                  | Pierre Rolland                     | Pierre Rolland                     | 14                      |                         |
| 7                                  | Haimar Zubeldia                    | Haimar Zubeldia                    | 12                      |                         |
| 8                                  | Levi Leipheimer                    | Levi Leipheimer                    | 10                      |                         |

### Tussensprints
| Tussensprint Luzenac na 67 km |                     |        |
| Plaats                        | Naam                | Punten |
| Winnaar                       | Thor Hushovd        | 6      |
| 2                             | George Hincapie     | 4      |
| 3                             | Juan Antonio Flecha | 2      |

| Tussensprint Tarascon-sur-Ariege na 84,5 km |                   |        |
| Plaats                                      | Naam              | Punten |
| Winnaar                                     | Thor Hushovd      | 6      |
| 2                                           | George Hincapie   | 4      |
| 3                                           | Fabian Cancellara | 2      |

| Tussensprint Vic d'Oust na 158,5 km |                   |        |
| Plaats                              | Naam              | Punten |
| Winnaar                             | Sandy Casar       | 6      |
| 2                                   | Luis León Sánchez | 4      |
| 3                                   | Mikel Astarloza   | 2      |

## Uitslag
| Rang | Renner                 | Land      | Ploeg                 | Tijd      |
| ---- | ---------------------- | --------- | --------------------- | --------- |
| 1    | Luis León Sánchez      | Spanje    | Caisse d'Epargne      | 4h 31'50" |
| 2    | Sandy Casar            | Frankrijk | Française des Jeux    | op 0"     |
| 3    | Mikel Astarloza        | Spanje    | Euskaltel-Euskadi     | op 0"     |
| 4    | Vladimir Jefimkin      | Rusland   | AG2R-La Mondiale      | op 03"    |
| 5    | José Joaquín Rojas Gil | Spanje    | Caisse d'Epargne      | op 1'54"  |
| 6    | Christophe Riblon      | Frankrijk | AG2R-La Mondiale      | op 1'54"  |
| 7    | Peter Velits           | Slowakije | Team Milram           | op 1'54"  |
| 8    | Sébastien Minard       | Frankrijk | Cofidis               | op 1'54"  |
| 9    | Jérémy Roy             | Frankrijk | Française des Jeux    | op 1'54"  |
| 10   | Thomas Voeckler        | Frankrijk | Bbox Bouygues Télécom | op 1'54"  |

## Strijdlustigste renner
| Renner      | Land      | Ploeg              |
| ----------- | --------- | ------------------ |
| Sandy Casar | Frankrijk | Française des Jeux |

## Algemeen klassement
| Rang | Renner                | Land                | Ploeg                  | Tijd       |
| ---- | --------------------- | ------------------- | ---------------------- | ---------- |
|      | Rinaldo Nocentini     | Italië              | AG2R-La Mondiale       | 30h 18'16" |
| 2    | Alberto Contador      | Spanje              | Astana                 | op 6"      |
| 3    | Lance Armstrong       | Verenigde Staten    | Astana                 | op 8"      |
| 4    | Levi Leipheimer       | Verenigde Staten    | Astana                 | op 39"     |
| 5    | Bradley Wiggins       | Verenigd Koninkrijk | Team Garmin-Slipstream | op 46"     |
| 6    | Andreas Klöden        | Duitsland           | Astana                 | op 54"     |
| 7    | Tony Martin           | Duitsland           | Team Columbia          | op 1'00"   |
| 8    | Christian Vande Velde | Verenigde Staten    | Team Garmin-Slipstream | op 1'24"   |
| 9    | Andy Schleck          | Luxemburg           | Team Saxo Bank         | op 1'49"   |
| 10   | Vincenzo Nibali       | Italië              | Liquigas               | op 1'54"   |

## Nevenklassementen

### Puntenklassement
| Rang | Renner         | Land                | Ploeg         | Punten |
| ---- | -------------- | ------------------- | ------------- | ------ |
|      | Thor Hushovd   | Noorwegen           | Cervélo       | 117    |
| 2    | Mark Cavendish | Verenigd Koninkrijk | Team Columbia | 106    |
| 3    | Gerald Ciolek  | Duitsland           | Team Milram   | 66     |

### Bergklassement
| Rang | Renner          | Land      | Ploeg             | Punten |
| ---- | --------------- | --------- | ----------------- | ------ |
|      | Christophe Kern | Frankrijk | Cofidis           | 59     |
| 2    | Egoi Martínez   | Spanje    | Euskaltel-Euskadi | 54     |
| 3    | Brice Feillu    | Frankrijk | Agritubel         | 49     |

### Jongerenklassement
| Rang | Renner          | Land      | Ploeg          | Tijd       |
| ---- | --------------- | --------- | -------------- | ---------- |
|      | Tony Martin     | Duitsland | Team Columbia  | 30h 19'16" |
| 2    | Andy Schleck    | Luxemburg | Team Saxo Bank | op 49"     |
| 3    | Vincenzo Nibali | Italië    | Liquigas       | op 54"     |

### Ploegenklassement
| Rang | Ploeg            | Land       | Tijd      |
| ---- | ---------------- | ---------- | --------- |
|      | AG2R-La Mondiale | Frankrijk  | 89u21'00" |
| 2    | Astana           | Kazachstan | op 00'03" |
| 3    | Team Milram      | Duitsland  | op 05'20" |

1e etappe ·
2e etappe ·
3e etappe ·
4e etappe ·
5e etappe ·
6e etappe ·
7e etappe ·
8e etappe ·
9e etappe ·
10e etappe ·
11e etappe ·
12e etappe ·
13e etappe ·
14e etappe ·
15e etappe ·
16e etappe ·
17e etappe ·
18e etappe ·
19e etappe ·
20e etappe ·
21e etappe
Startlijst · Eindstanden · Afbeeldingen